# Raymond Molinier
Raymond Molinier (1904-1994) foi um líder do movimento trotskista na França e um dos pioneiros da Quarta Internacional.
Molinier nasceu em Paris . Em 1929, ele fundou o jornal La Vérité,  e em março de 1936, ele e Pierre Frank fundaram o Partido Comunista Internacionalista, que se fundiu com outros dois grupos para formar o Partido Operário Internacionalista em junho do mesmo ano. Com a eclosão da Segunda Guerra Mundial,  Molinier estava no exterior e só voltou após a cessação das hostilidades . Mais tarde ele foi militante da Liga Comunista Revolucionária  (LCR).
Eventualmente, mudou-se para a América Latina, onde trabalhou como agente dos serviços de inteligência britânicos, sob o nome de "Leon Droeven".